# Solea (romanzo)
Solea è il terzo ed ultimo romanzo di Jean-Claude Izzo con il quale si chiude la trilogia noir che ha come protagonisti la città di Marsiglia e Fabio Montale, ex poliziotto disincantato della vita. Il nome del protagonista non è casuale, riflette le origini Italiane sia dell'autore che del personaggio e la sua passione per l'opera dell'omonimo poeta.

## Trama
Prologo.
Babette è una giornalista. È scappata dall'Italia in seguito da una approfondita e scottante inchiesta sulla mafia che svela i retroscena internazionali e i legami tra criminalità economia e politica. Per costringerla a consegnare dei documenti compromettenti in suo possesso, dei sicari mafiosi che la inseguono, non hanno esitato ad ucciderle il fidanzato in modo brutale. Ma poi ne hanno perso le tracce. Babette si è rifugiata da un amico, Bruno, che vive isolato nell'entroterra della costa marsigliese. In una busta Babette infila 5 dischetti e un biglietto. "Ti amo ancora". La busta è indirizzata a Fabio Montale col quale aveva avuto, anni prima quando era ancora un poliziotto, un rapporto breve ma intenso, anche se dopo essersi lasciati avevano mantenuto sporadici contatti.
Marsiglia
A Montale dopo la rottura con Lole, la donna della sua vita, sono rimasti pochi amici. Soprattutto due anziani vicini di casa, Fonfon e Honorine con i quali condivide il piacere del buon cibo e del vino. Una sera inaspettatamente in un bar incontra Sonia. È un incontro felice e carico di promesse. Montale sente che può essere importante. Anche se passano la notte insieme, Fabio è troppo ubriaco per gestire come vorrebbe la situazione. Si lasciano con la tacita promessa di rivedersi.
La mattina una telefonata minacciosa gli intima di rintracciare la sua amica Babette per convincerla a riconsegnare a chi di dovere i documenti in suo possesso, altrimenti saranno guai per molti. L'ex poliziotto risponde per le rime ma i dubbi e i ricordi lo assalgono. 
Montale si reca da Sonia ma la trova morta, sgozzata. Il primo avvertimento. Chi si occupa del caso è una giovane commissaria, Helene Pessayre, decisa e motivata. Tra i due scatta qualche cosa: rispetto, ma anche attrazione ma tale rimarrà per tutto il romanzo.
Helene chiede di dirle cosa sa, ma Montale tace, vuole risolvere la faccenda a modo suo, come sempre.
Le telefonate minatorie si susseguono. Montale riceve la busta spedita da Babette, con dei dischetti. Grazie a delle deduzioni, riesce a rintracciarla e contattarla telefonicamente. Babette però è sempre più convinta, anche se impaurita, a perseverare nel voler pubblicare l'indagine. Fabio riesce a convincerla a incontrarsi per parlare e fissano un appuntamento. Ma è solo con l'uccisione di un altro vecchio amico, Mavros, che Montale sempre più immerso nell'orrore e nell'impotenza, trova la motivazione per confidarsi anche se solo in parte, con Helene. Le consegna una copia dei dischetti ma non le rivela il luogo dell'appuntamento.
La sera fissata per l'incontro, i sicari informati del luogo, attendono i due. Babette muore e Montale ferito, sembra gravemente, si allontana al largo solitario nella notte sulla barca con la quale era arrivato.

## Curiosità
Pur non potendo dirlo direttamente (la voce narrante è infatti quella del protagonista Fabio Montale) le ultime righe del romanzo lasciano intendere chiaramente l'imminente morte del personaggio principale. La scelta di questo finale è stata confermata recentemente dal figlio di Jean-Claude Izzo, Sébastien, in un'intervista al quotidiano genovese Il secolo XIX:«Mio padre non amava i personaggi seriali, aveva concluso la storia di Montale, che nel terzo libro è ormai un ex-poliziotto, e si comprende che la parabola esistenziale di quel personaggio era giunta alla fine»
Solea è il titolo di un brano di Miles Davis che il protagonista ama ascoltare. Ma solea è anche "la colonna vertebrale del canto flamenco" come scrive l'autore.
Ciò che maggiormente caratterizza la lettura è il senso di disillusione, la percezione che il passato non può essere modificato ed il futuro è per lo più predeterminato dai percorsi fatti. Solo un rapporto vero, sincero, con gli amici o con persone speciali e rare che la vita fa incontrare, può dare conforto al malessere di vivere in una società alla deriva, nella quale non vi è limite al cinismo, all'ipocrisia e all'indifferenza.